# État de Buenos Aires
1852–1861
Entités précédentes :
- Confédération argentine

Entités suivantes :
- République argentine

L’État de Buenos Aires (ou de Buenos Ayres, selon la graphie ancienne) naquit de la révolution du 11 septembre 1852, déclenchée en réaction à la mise en place de la Confédération argentine, dans laquelle s’étaient unies les autres provinces de l'Argentine, et de la subséquente sécession de fait de la province de Buenos Aires d’avec le reste du pays. Le nouvel État, qui se constitua comme le continuateur de la province de Buenos Aires, exista ensuite de manière semi-indépendante de 1852 à 1861, à la suite (et au mépris) du refus de la Confédération argentine de le reconnaître comme tel. Le conflit entre ces deux États de facto distincts aboutit vers 1860 à deux affrontements armés, dont la seconde, la bataille de Pavón, se soldant par la victoire de l’État de Buenos Aires, permit à celui-ci de se réintégrer dans la Confédération tout en y gardant une position prédominante, politiquement aussi bien qu’intellectuellement et économiquement.

## Extension territoriale
Si l’État de Buenos Aires occupait, du moins au regard de l’exercice réel du pouvoir, une superficie bien moindre que l’actuelle province, ses revendications territoriales en revanche portaient, vers le sud, sur de vastes étendues de terre, en partie dominées par les Indiens mapuches et tehuelches, et comprenant la Patagonie argentine et les îles Malouines, ainsi que, à l’ouest, sur des zones s’étendant jusqu’à la cordillère des Andes et englobant la partie sud de la province de Mendoza.
La constitution de l’État de Buenos Aires, promulguée en avril 1854, délimitait son territoire comme suit : 
« Du nord au sud, son territoire s’étend de l’Arroyo de El Medio jusqu’à l’entrée de la Cordillère dans la mer, et, suivant une ligne à l’ouest et au sud-ouest, se trouve contigu aux flancs des Cordillères, et, au nord et à l’est, aux fleuves Paraná et Plata et à l’Atlantique ».
Pourtant, certaines de ces portions de territoire étaient revendiquées aussi par la constitution, sanctionnée le 24 décembre 1854, de la province de Mendoza et par celle de la République du Chili de 1833. 
Après que l’État de Buenos Aires eut été en 1861 réintégré en qualité de province à la République argentine, la loi nationale argentine no 28 du 17 octobre 1862 disposa que tous les territoires argentins situés au-delà des limites des provinces ou non occupés par elles, fussent « territoires nationaux », dont les limites furent ultérieurement fixées par la loi no 947 du 5 octobre 1878.

## Formation
Après que le gouverneur d’Entre Ríos, Justo José de Urquiza, à la tête de la Grande Armée, eut renversé le gouverneur de Buenos Aires, Juan Manuel de Rosas, les troupes provinciales de Buenos Aires prirent quartier dans la capitale. La victoire militaire d’Urquiza se cristallisa ensuite dans la mise en place, sous la dénomination de Confédération argentine, d’une structure politique nationale adossée à une constitution de type fédéral. Parmi les dispositions de cette nouvelle structure relatives à la province de Buenos Aires figurait la nationalisation des recettes douanières de son port et la fédéralisation de sa ville capitale, Buenos Aires, qui du coup deviendrait la capitale de la Confédération. Cela ne fut pas du goût des Portègnes, qui connaissaient un niveau de prospérité très supérieur aux autres provinces grâce justement aux revenus de la douane. Aussi quelques groupes de politiciens œuvraient-ils à faire exclure Buenos Aires de la Confédération constitutionnelle récemment créée.
Par un coup de force, le 11 septembre 1852, des révolutionnaires portègnes s’emparèrent du pouvoir, en s’appliquant à en écarter les partisans et représentants du général Urquiza ; ce dernier rechigna à écraser cette révolution, eu égard à l’appui populaire dont elle jouissait. Ce n’est que lorsque se fut évanouie toute possibilité de les vaincre qu’Urquiza s’entendit déclarer que l’État de Buenos Aires ne reconnaîtrait plus dorénavant aucune autorité nationale extérieure à lui-même.
Cependant, la contre-révolution de décembre de cette même année 1852, dirigée par le colonel Hilario Lagos, qui en avait pourtant été initialement l’un des instigateurs, convainquit Urquiza de tenter une nouvelle fois la réunification du pays par la force, ce d’autant plus après la défaite de l’armée portègne à la bataille de San Gregorio le 22 janvier 1853, et après que Lagos eut mis le siège devant Buenos Aires. Nonobstant la présence de troupes d’Urquiza parmi les assiégeants, et le blocus naval de la ville, la superiorité financière et économique de l’État portègne permit à ce dernier de forcer Lagos et Urquiza à lever finalement le siège vers le milieu de 1853.
Plusieurs invasions ultérieures tentées par des chefs portègnes émigrés, tels que Jerónimo Costa, José María Flores et Hilario Lagos lui-même, furent toutes facilement refoulées et ne contrarièrent en rien le développement politique et économique du nouvel État.

## Gouvernement
Dans le sillage de la révolution du 11 septembre 1852, le général Manuel Guillermo Pinto fut nommé gouverneur, devenant le premier chef de l’État de Buenos Aires.
En 1854 fut sanctionnée la constitution du nouvel État, dont l’ensemble de dispositions était similaire à la constitution de la Confédération argentine, sauf qu’elle prévoyait un mandat de gouvernement de quatre ans, au contraire des six ans de la présidence de la Confédération, et qu’elle reconnaissait en outre une religion officielle, celle catholique, alors que la Confédération avait opté pour un compromis en établissant que « le Gouvernement fédéral soutient le culte catholique apostolique romain ». S’y ajoutent quelques dissemblances encore telles que l’élection du gouverneur par la Salle des représentants (en esp. Sala de representantes) et l’instauration d’une assemblée législative particulière (composée du Sénat et de la Salle des représentants) comme instance de ratification de lois censurées par l’une des chambres ou par le gouverneur. 
La constitution une fois sanctionnée, l’avocat Pastor Obligado fut désigné gouverneur constitutionnel.

### Liste des gouverneurs
- Préconstitutionnels

Manuel Guillermo Pinto, du 11 septembre 1852 au 31 octobre 1852 ; Valentín Alsina, du 31 octobre 1852 au 7 décembre 1852 ; Manuel Guillermo Pinto, du 7 décembre 1852 au 28 juin 1853 ; Pastor Obligado, du 28 juin 1853 au 27 mai 1854.
- Constitutionnels

Pastor Obligado, du 27 mai 1854 au 21 décembre 1858 ; Valentín Alsina, du 21 décembre 1858 au 23 octobre 1859 ; Felipe Llavallol, du 23 octobre 1859 au 3 mai 1860 ; Bartolomé Mitre, du 3 mai 1860 au 11 octobre 1862.

## Économie et développement

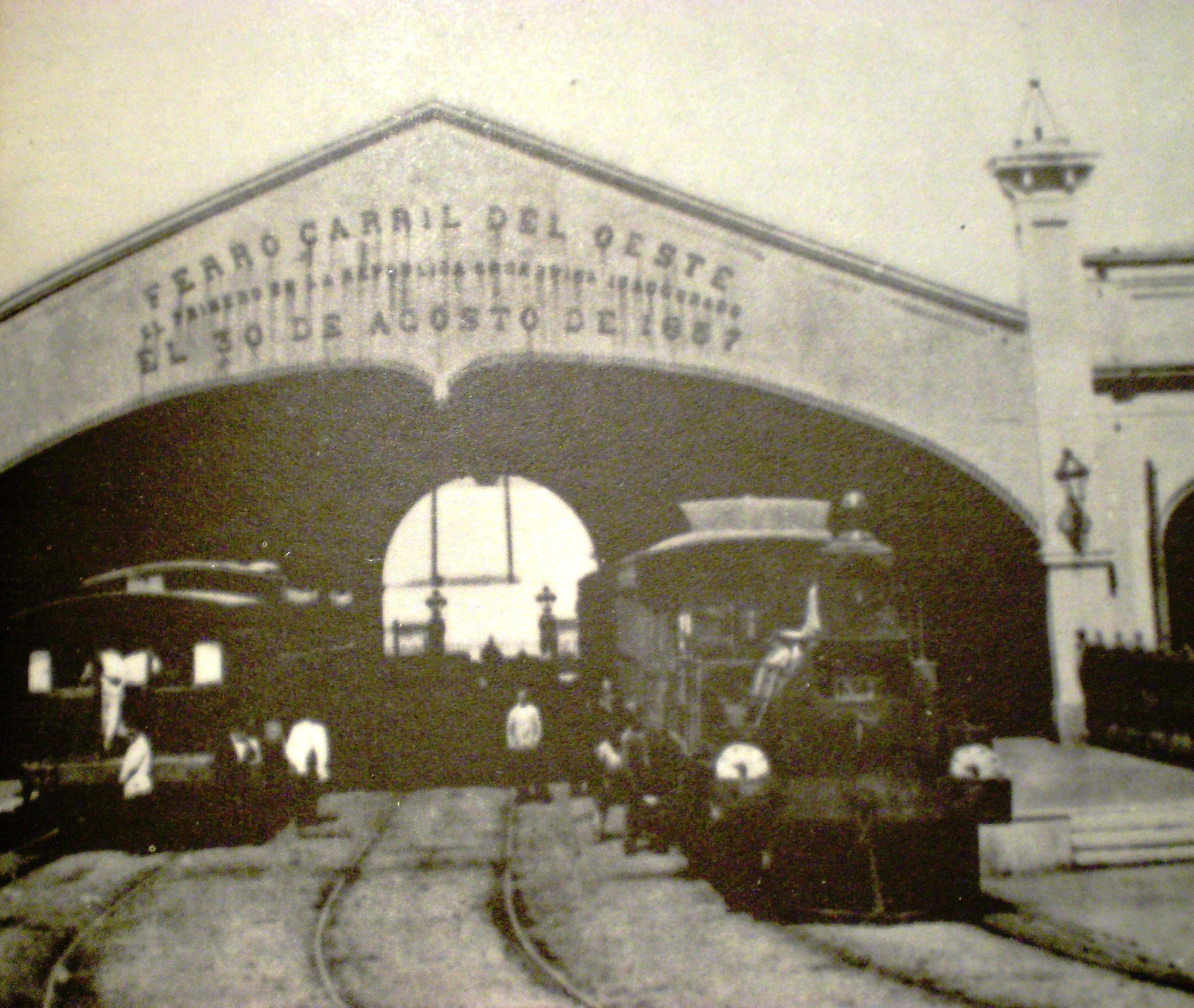
La gare du Parque du chemin de fer Ouest (Ferrocarril Oeste), symbole de l’autofinancement que Buenos Aires réussit à opérer.

Les recettes douanières, que Buenos Aires ne devait ni partager avec le reste de la Confédération argentine, ni dépenser, à la différence de la situation antérieure, en campagnes militaires, assurèrent à l’État de Buenos Aires une grande prospérité.
Tout au long des années d’existence de l’État de Buenos Aires, plusieurs localités furent fondées qui appartiennent actuellement à la province de Buenos Aires, comme Chivilcoy (fondé en 1854), Bragado (1854), Las Flores (1856) et Lomas de Zamora (1860).
Divers accords commerciaux furent conclus avec des pays voisins ou avec des États d’Europe, voire avec la Confédération argentine. Le 30 août 1857 fut aménagé ce qui sera le premier chemin de fer sur l’actuel territoire argentin, le dénommé Ferrocarril Oeste de Buenos Aires, dont la locomotive La Porteña parcourait un tronçon de 10 km depuis la Plaza del Parque, dans l’actuelle rue Lavalle, au centre-ville, jusqu’à Flores.
L’exposition agricole qui se tint en 1859 fut l’occasion de faire état des avancées techniques accomplies dans ce domaine. Sous l’impulsion de Pastor Obligado et de Domingo Faustino Sarmiento, d'importants progrès furent accomplis dans l’instruction publique, en particulier par la création de nombreuses écoles primaires et par la fondation du Collège national de Buenos Aires. L’on décida l’émission de papier-monnaie, et des campagnes militaires furent menées contre les peuples indigènes.
Le développement économique cependant devait marquer le pas vers 1859, quand commencèrent les affrontements armés avec la Confédération argentine.

## Politique et société
Deux factions se disputaient le pouvoir et la prédominance dans le nouvel État : les nationalistes, appelés aussi pandilleros et chupandinos dans l’argot populaire, et les autonomistes.
Les premiers, qui avaient à leur tête Adolfo Alsina, préconisaient la séparation de Buenos Aires d’avec le reste de l’Argentine, tandis que les seconds, menés par Bartolomé Mitre, prônaient la constitution d’une république réunissant Buenos Aires et les autres provinces (ce qui n’empêchera pas le même Mitre de combattre ultérieurement la Confédération, au bénéfice de sa propre province). Ces factions allaient jouer un rôle croissant à partir de 1856.
Le fédéralisme, autre faction politique, semblable par certains aspects à la nationaliste, s’était vu interdit dans le sillage de la chute de Juan Manuel de Rosas, fédéraliste endurci. En 1857, c'est-à-dire au terme de cinq ans, cette proscription fut levée ; toutefois, ses adeptes restant faibles en nombre et s’alignant en général sur le parti nationaliste, le fédéralisme ne parvint jamais à prospérer.
En 1858, Domingo Faustino Sarmiento, pour lors membre de l’assemblée législative, proposa, au vu de la division de la société portègne, une nouvelle loi électorale, inspirée de celle en vigueur aux États-Unis d’Amérique.

## Conflits avec la Confédération argentine et dissolution
Le moment déclencheur du conflit fut une missive que le président de la Confédération, Justo José de Urquiza, adressa en 1859 au gouverneur de Buenos Aires, dans laquelle il énonçait que Buenos Aires s’unirait à la Confédération « par la raison ou par la force », missive qui fit à Buenos Aires l’effet d’une déclaration de guerre.
Même si Urquiza par la suite s’évertua à assurer que l’expression « par la force » faisait référence à des entraves économiques ou diplomatiques, les troupes des deux États en étaient déjà aux préparatifs d’un affrontement armé. Le 23 octobre 1859 se produisit ainsi la bataille de Cepeda, qui se solda par le triomphe d’Urquiza. La Confédération victorieuse exigea le retour de Buenos Aires en son sein, à quoi cette dernière s’obstina cependant à ne pas donner suite, e.a. pour le même motif des revenus douaniers. 
Le conflit culmina une seconde fois, le 17 septembre 1861, dans la bataille de Pavón, qui, cette fois, vit le triomphe de Bartolomé Mitre, commandant en chef des forces portègnes, bénéficiant du soutien de puissances étrangères. Dans ces circonstances nouvelles, Mitre consentit à dissoudre l’État de Buenos Aires et à le réintégrer au titre de province dans la Confédération argentine, mais aux conditions fixées par les Portègnes. Ceux-ci s’engagèrent notamment à partager avec le reste du pays un pourcentage de leurs entrées douanières pendant cinq ans.